# Malverne (Nueva York)
Malverne es una villa ubicada en el condado de Nassau en el estado estadounidense de Nueva York. En el año 2000 tenía una población de 8.934 habitantes y una densidad poblacional de 3.845,9 personas por km². Malverne se encuentra dentro del pueblo de Hempstead.

## Geografía
Malverne se encuentra ubicada en las coordenadas 40°39′30″N 73°40′23″O / 40.65833, -73.67306. Según la Oficina del Censo, la ciudad tiene un área total de 2,6 km² (1 mi²), de la cual 2,6 km² (1 mi²) es tierra y 0 km² (0 mi²) (0%) es agua.

## Demografía
Según la Oficina del Censo en 2000 los ingresos medios por hogar en la localidad eran de $81,784, y los ingresos medios por familia eran $87,197. Los hombres tenían unos ingresos medios de $53,077 frente a los $37,743 para las mujeres. La renta per cápita para la localidad era de $31,418. Alrededor del 1.6% de la población estaban por debajo del umbral de pobreza.